# Анџелик Кербер
Анџелик Кербер (пољ. Angelique Kerber, р. 18. јануара 1988. у Бремену) је професионална њемачка тенисерка пољског поријекла. Њен најбољи пласман на ВТА листи је 1. мјесто, на којем се први пут нашла 12. септембра 2016. Током каријере је освојила три гренд слем трофеја у појединачној конкуренцији, као и сребрну медаљу на Љетњим олимпијским играма 2016. у Риу де Жанеиру.

## Приватни живот
Кербер игра тенис од када је имала три године. Као тинејџерка се бавила пливањем, а тек након што је матурирала одлучила је да ће се професионално бавити тенисом. Њена мајка Бета јој је менаџер, а отац Славек јој је тренер. Кербер је поријеклом из Пољске, због чега својим другим домом сматра Пушчиково у Пољској. Тениски савет Пољске је желео да Кербер игра за Пољску, али је она одлучила да игра за земљу у којој је рођена. Због тога ју је пољска штампа оштро критиковала. Говори њемачки, пољски и енглески језик.

## Стил игре
Иако је рођена деснорука, Кербер игра левом руком. Већи део своје каријере Кербер је важила за дефанзивну тенисерку која је игру градила на основној линији. У сарадњи са Торбеном Белцом, својим дугогодишњим тренером, и Барбаром Ритнер, Фед-куп селекторком Немачке, Анџелик је у своју игру унела више агресивних удараца, чешће нападе и изласке на мрежу. Према њеним речима, утицај на одлуку о промени стила игре имала је прослављена немачка тенисерка, Штефи Граф која јој је у пријатељском разговору скренула пажњу да мора појачати своје ударце уколико жели да буде гренд слем шампионка. Данас важи за агресивну тенисерку, која јаким ударцима са основне линије диктира темпо игре. Врхунска кретња по терену омогућава јој да се добро брани и чека контру најчешће форхенд паралелама, које су њен заштитни знак. Иако не излази често на мрежу, веома је сигурна у волеј-игри те носи епитет "ол-раунд" тенисерке, која се добро сналази на било ком делу терена.

## Гренд слем финала

### Појединачно (4)

#### Победе (3)
| Година | Турнир                        | Противница у финалу | Резултат у финалу |
| 2016.  | Отворено првенство Аустралије | Серена Вилијамс     | 6–4, 3–6, 6–4     |
| 2016.  | Отворено првенство САД        | Каролина Плишкова   | 6–3, 4–6, 6–4     |
| 2018.  | Вимблдон                      | Серена Вилијамс     | 6–3, 6–3          |

#### Порази (1)
| Година | Турнир   | Противница у финалу | Резултат у финалу |
| 2016.  | Вимблдон | Серена Вилијамс     | 7–5, 6–3          |

## Финала ВТА турнира

### Појединачно: 3 (2–1)
| Легенда                        |
| ------------------------------ |
| Гренд слем турнири (0–0)       |
| Завршна првенства сезоне (0–0) |
| Обавезни Премијер (0–0)        |
| Премијер 5 (0–0)               |
| Премијер (1–0)                 |
| Међународни (1–1)              |

#### Побједе
| Бр. | Датум             | Турнир                    | Подлога         | Противница у финалу | Резултат у финалу |
| --- | ----------------- | ------------------------- | --------------- | ------------------- | ----------------- |
| 1.  | 12. фебруар 2012. | Отворено првенство Париза | Тврда (дворана) | Марион Бартоли      | 7–6(3), 5–7, 6–3  |
| 2.  | 9. април 2012.    | Отворено првенство Данске | Тврда (дворана) | Каролина Возњацки   | 6–4, 6–4          |
| 3.  | 13. октобар 2013. | Линц Опен                 | Тврда (дворана) | Ана Ивановић        | 6–4, 7-6(4)       |

#### Порази
| Бр. | Датум             | Турнир     | Подлога | Противница у финалу   | Резултат у финалу |
| --- | ----------------- | ---------- | ------- | --------------------- | ----------------- |
| 1.  | 21. фебруар 2010. | Куп Боготе | Шљака   | Маријана Дукве Марињо | 4–6, 3–6          |

### Парови: 1 (0–1)
| Легенда: пре 2009.             | Легенда: од 2009.       |
| ------------------------------ | ----------------------- |
| Гренд слем турнири (0–0)       |                         |
| Завршна првенства сезоне (0–0) |                         |
| категорија (0–0)               | Обавезни Премијер (0–0) |
| категорија (0–0)               | Премијер 5 (0–0)        |
| категорија (0–1)               | Премијер (0–0)          |
| и категорија (0–0)             | Међународни (0–0)       |

#### Порази
| Бр. | Датум         | Турнир                            | Подлога | Партнер        | Противница у финалу              | Резултат у финалу |
| --- | ------------- | --------------------------------- | ------- | -------------- | -------------------------------- | ----------------- |
| 1.  | 20. јун 2008. | Отворено првенство Схертогенбосха | Трава   | Лига Декмејере | Марина Ераковић Михаела Крајичек | 3–6, 2–6          |

## Однос побједа и пораза с другим тенисеркама
Однос победа и пораза против тенисерки које су биле међу првих 10 на ВТА листи (9. јуна 2012):
Имена тенисерки које су биле првопласиране су подебљане.
- Андреа Петковић 6–3
- Каролина Возњацки 2–2
- Агњешка Радвањска 2–2
- Флавија Пенета 2–2
- Марион Бартоли 2–3
- Јелена Јанковић 1–0
- Кимико Дате Крум 1–0
- Винус Вилијамс 1–1
- Петра Квитова 1–1
- Сара Ерани 1–1
- Марија Шарапова 1–2
- Данијела Хантухова 1–2
- Ана Чакветадзе 1–3
- Ли На 1–4
- Серена Вилијамс 1–1
- Ана Ивановић 0–1
- Викторија Азаренка 0–1
- Линдси Давенпорт 0–1
- Никол Вајдишова 0–1
- Јелена Докић 0–1
- Светлана Кузњецова 0–1
- Жистин Енен 0–2
- Јелена Дементјева 0–2
- Саманта Стосур 0–2
- Франческа Скјавоне 0–2